# أل لانديس
أل لانديس هو سياسي أمريكي، ولد في 2 نوفمبر 1954 في دوفر في الولايات المتحدة. نشط حزبياً في الحزب الجمهوري. وقد انتخب عضو مجلس نواب أوهايو ‏.

## وصلات خارجية
- الموقع الرسمي